# Dmitri Sergeyevich Chvanov
Bản mẫu:Eastern Slavic name
Dmitri Sergeyevich Chvanov (tiếng Nga: Дмитрий Сергеевич Чванов; sinh ngày 8 tháng 1 năm 1994) là một cầu thủ bóng đá người Nga. Anh thi đấu cho F.K. Orenburg.

## Sự nghiệp câu lạc bộ
Anh có màn ra mắt tại Giải bóng đá Quốc gia Nga cho FC Gazovik Orenburg vào ngày 11 tháng 10 năm 2014 trong trận đấu với FC SKA-Energiya Khabarovsk.